# Sinibaldo Doria
Sinibaldo Doria, född 21 september 1664 i Genua, död 2 december 1733 i Benevento, var en italiensk kardinal och ärkebiskop.

## Biografi
Sinibaldo Doria var son till markisen Giovanni Battista Doria och Benedetta Spinola. Han studerade vid Collegio Romano i Rom och senare vid Sienas universitet, där han blev iuris utriusque doktor.
År 1711 utsåg påve Clemens XI Doria till titulärärkebiskop av Patrae och han biskopsvigdes av kardinal Fabrizio Paolucci i december samma år. I maj 1731 installerades Doria som ärkebiskop av Benevento.
I september 1731 upphöjde påve Clemens XII Doria till kardinalpräst med San Girolamo dei Croati som titelkyrka. 
Kardinal Doria avled i Benevento år 1733 och är begravd i Beneventos katedral.